# オッドアイ (ネコ)

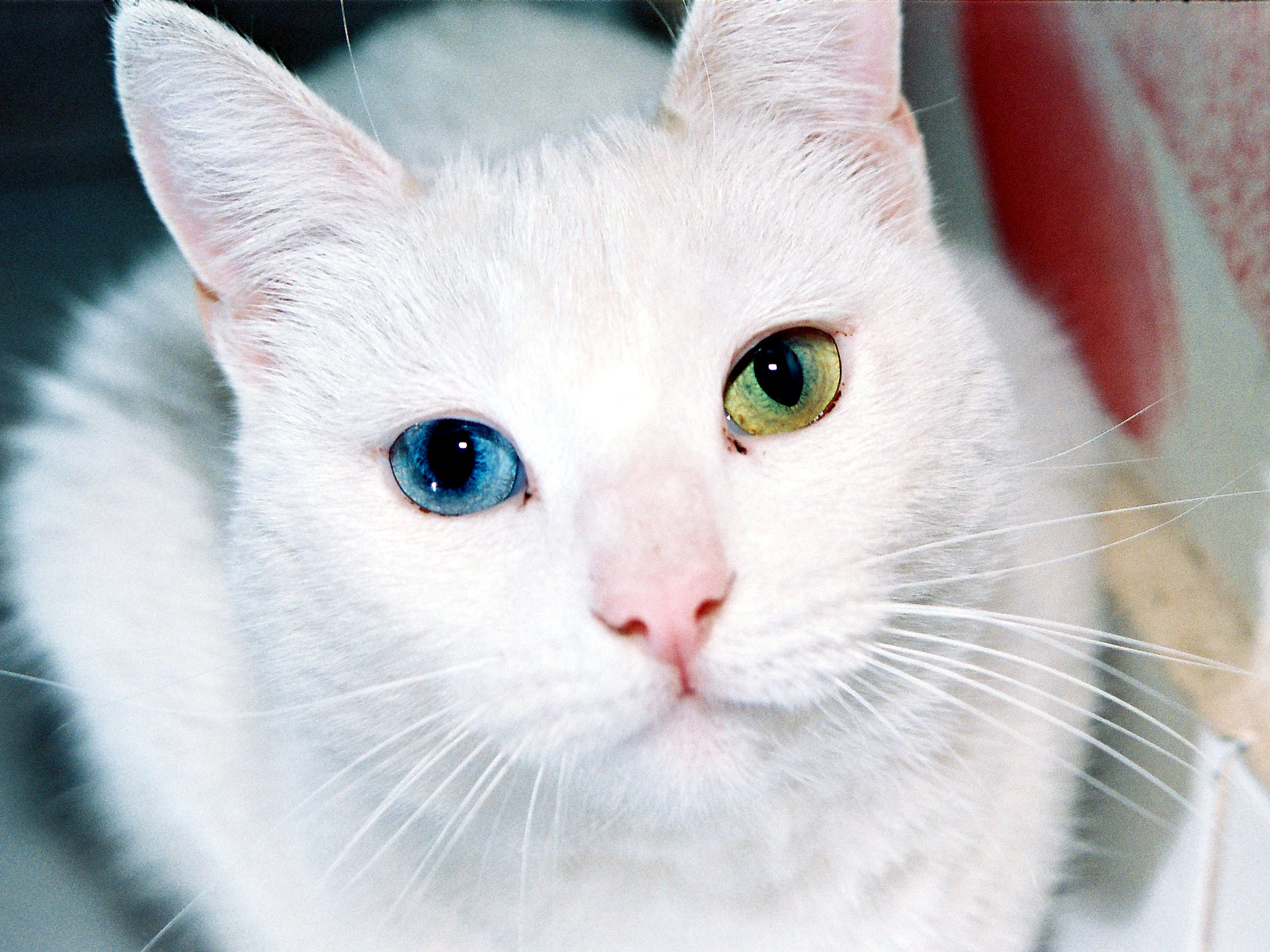
オッドアイの白猫

オッドアイは、猫の目に見られる左右の虹彩色が異なるという状態、すなわち虹彩異色症、あるいはそれを有する猫のことである。
オッドアイを有する猫は、どのような毛色の個体にも存在するものの、白猫に特に多く、いわゆる純血種では、ヴァン猫、ターキッシュバン、ターキッシュアンゴラ、ジャパニーズボブテイルという品種に現われやすい。ジャパニーズボブテイルの場合は、白地の三毛の個体に特に多く見られる。
その色の組み合わせは、片方が青色で、もう片方が橙色、黄色、茶色、緑色のどれかであることが通常である。一方が黄色で、他方が黄味の無い淡銀灰色あるいは淡青色の場合、日本では「金目銀目（きんめぎんめ）」と呼ばれ、縁起の良いものとして珍重されてきた。
オッドアイを有する猫は、薄い色、すなわち青色の眼の側の聴覚に障害を持つことがある。これは青色の眼の側の聴覚だけに起こるのが普通で、青色でない眼の側の聴覚は正常であることが普通である。その発生率については、おおよそ3割から4割ほどであるとする研究がある。

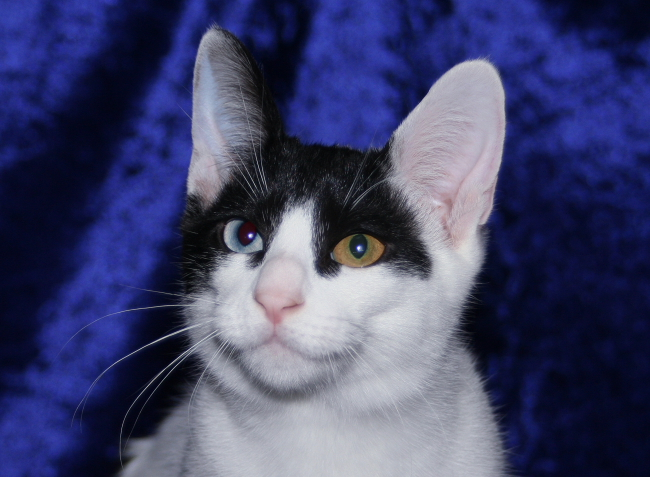
白猫以外のオッドアイの例
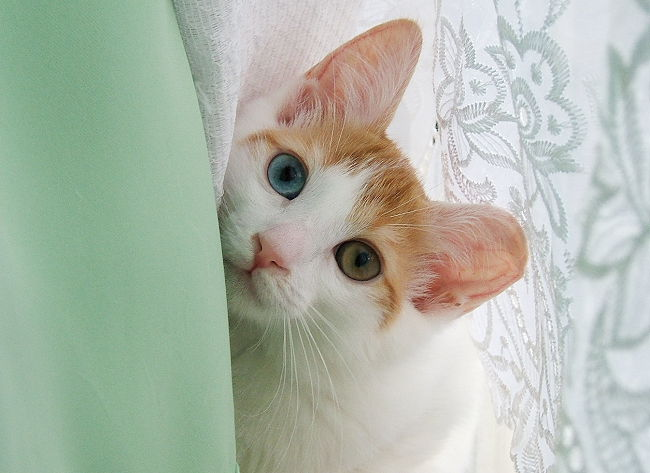
白猫以外のオッドアイの例
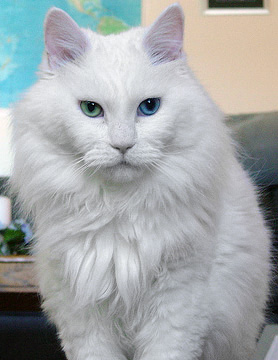
緑色と青色の眼を持った長毛種の猫